# Ukrainas herrlandslag i fotboll
Ukrainas herrlandslag i fotboll representerar Ukraina i fotboll på herrsidan. Laget spelade kvartsfinal vid VM 2006. Det var Ukrainas första slutspel efter att flera gånger varit nära att nå ett EM- eller VM-slutspel. Laget spelar i gula eller blå ställ.

## Historia
Ukraina blev självständigt från Sovjetunionen 1991, och den första herrlandskampen i fotboll spelades den 29 april 1992 i Uzjhorod, där man blev slagna med 1-3 mot Ungern. Ukrainas fotbollshistoria är förstås långt mycket längre än så men då som en del av Sovjetunionen. Ukrainska spelare spelade en mycket viktig roll i Sovjetunionens landslag med flera av landslagets bästa spelare.
Dynamo Kiev var Ukrainska SSRs ledande lag och sågs av de styrande i sovjetrepubliken som ett inofficiellt "landslag" med betydande resurser som följd. FK Dynamo Kiev och andra ukrainska lag fick fram stjärnor som bland andra Oleh Blochin och Oleh Protasov. I det Sovjetunionen som hade en storhetstid med bland annat EM-silver 1988 utgjorde ukrainska spelare stommen i laget.
Ukraina är det landslag som tillsammans med Ryssland tagit över som de ledande landslagen från det som en gång var det sovjetiska landslaget. Ryssland blev 3:a i EM 2008, Ukraina däremot har haft svårare att övertyga och Ukraina väntar på det definitiva genombrottet.
Efter flera gånger att ha varit snubblande nära och tre gånger missat stora mästerskap sedan man förlorat i playoff, kunde Ukraina 2005 för första gången kvalificera sig för ett stort mästerskap då man blev klara för VM i fotboll i Tyskland 2006. Laget hade gått bra under kvalet och var det första europeiska landslaget att bli klara för VM efter direktkvalificerade värdnationen Tyskland. 2006 spelade Ukraina gruppspel mot Spanien, Saudiarabien och Tunisien. Efter storförlust mot Spanien med 0-4 i premiärmatchen såg det mesta illa ut. Men Ukraina vann med 4-0 mot Saudiarabien och kunde ta sig till åttondelsfinal efter uddamålsseger (1-0) Tunisien. I åttondelsfinalen spelade man 0-0 mot Schweiz men vann matchen efter straffläggning som slutade 3-0 till Ukraina. I kvartsfinalen var man chanslösa mot blivande världsmästarna Italien (0-3). Ukrainska laget var ändå hjältar för sitt land. När värdarna till EM 2012 skulle koras föll lotten på Ukraina och Polen. Man lottades i Grupp D med Sverige, England och Frankrike. I premiärmatchen mot Sverige tog Ukraina 3 poäng med resultatet 2-1. I andra matchen mot Frankrike förlorade man med 2-0. Och i sista matchen mot favoriten England åkte Ukraina ut ur EM 2012 efter förlust 1-0. Ukraina misslyckades att nå fotbolls-VM både 2014 och 2018. Man spelade i EM 2016 efter att ha vunnit över Slovenien i playoff. I EM gick det inget vidare och man hamnade sist utan poäng och utan gjorda mål. Gruppspelet innehöll länderna Tyskland, Nordirland och Polen.

## Historik
- Första match:  Ukraina 1-3 Ungern  29 april 1992 i Uzjhorod
- Ukrainas mål: Ivan Hetsko 90'
- Ungerns mål: Salloi 61, Kiprich 70' och 84' (str.)
- Största vinst:  Ukraina 9-0 San Marino  6 september 2013
- Största förlust:  Frankrike 7-1 Ukraina  7 oktober 2020
- Frankrikes mål: Eduardo Camavinga 9', Olivier Giroud 24' och 33', Vitalij Mykolenko 39' (självmål), Corentin Tolisso 65', Kylian Mbappé 82', Antoine Griezmann 89'
- Ukrainas mål: Viktor Tsyhankov 53'

## Kända spelare

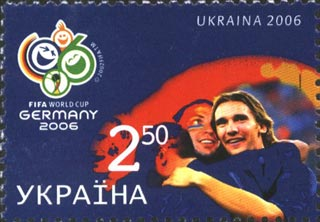

- Andrij Sjevtjenko
- Anatolij Tymosjtjuk
- Andrij Vorobej
- Andrij Voronin
- Artem Milevskyj
- Serhij Rebrov
- Ivan Hetsko
- Oleksandr Sjovkovskyj